# Hej søster
Hej søster är ett musikalbum från 1975 av den danska sångerskan Trille som utgavs av skivbolaget Exlibris (EXL 20005). Albumet utgavs ursprungligen som LP, men återutgavs på CD 2001 och i CD-boxen Hele Balladen 2010.
Cornelis Vreeswijk spelade in en svenskspråkig coverversion på 2:4, Sången om Britt, på musikalbumet Narrgnistor 2, En halv böj blues och andra ballader (Philips Records, 1978) och Lena Ekman svenskspråkiga coverversioner på 1:1, Kom och lyft mig upp, 1:5, Mors långa cykeltur och 2:1, Hej, syster, på musikalbumet Det beror på ögonen som ser (Mistlur Records, 1980).  

## Låtlista

### Sida 1
1. Kom og løft mig op  5:55
2. Min lille sol  4:45
3. Til ekspeditricen i frugt og grønt  3:03
4. Sang sidst på vinteren  4:18
5. Mors lange cykeltur  3:50

### Sida 2
1. Hej søster  8:15
2. Der hvor lyset findes  5:10
3. Sang en sen eftermiddag  5:35
4. Sangen om Brit  3:15